# Juan Polo Pérez
Juan Polo Pérez (* 17. Oktober 1963 in Departamento de Bolívar) ist ein ehemaliger kolumbianischer Boxer im Superfliegengewicht.

## Profikarriere
1982 begann Polo Pérez seine Profikarriere. Am 14. Oktober 1989 boxte er gegen Elly Pical um den Weltmeistertitel des Verbandes WBC und siegte durch einstimmige Punktrichterentscheidung. Diesen Titel verlor er bereits bei seiner ersten Titelverteidigung im April des darauffolgenden Jahres an Robert Quiroga nach Punkten.
Im Jahre 2007 beendete er nach 96 Kämpfen, bei denen 46 Siegen auch 46 Niederlagen gegenüberstehen, seine Karriere.